# Lista episoadelor din Poarta Stelară, Univers

## Rezumat
| Sezonul            | Sezonul | Premiera           | Premiera            | Produsul           | Episoade         | Apariție pe DVD  | Apariție pe DVD  | Apariție pe DVD  | Apariție pe Blu-ray | Apariție pe Blu-ray |
| Sezonul            | Sezonul | Premiera sezonului | Sfârșitul sezonului | Produsul           | Episoade         | Regiunea 1       | Regiunea 2       | Regiunea 4       | Regiunea A          | Regiunea B          |
| ------------------ | ------- | ------------------ | ------------------- | ------------------ | ---------------- | ---------------- | ---------------- | ---------------- | ------------------- | ------------------- |
|                    | 1       | 2 octombrie 2009   | 11 iunie 2010       | Stargate SG-U: 1.0 | 10               | 9 februarie 2010 | N/A              | N/A              | 9 februarie 2010    | N/A                 |
| Stargate SG-U: 1.5 | 1       | 2 octombrie 2009   | 11 iunie 2010       | 10                 | 27 iulie 2010    | N/A              | N/A              | 27 iulie 2010    | N/A                 |                     |
| Complete Season 1  | 1       | 2 octombrie 2009   | 11 iunie 2010       | 20                 | 5 octombrie 2010 | 5 iulie 2010     | 12 ianuarie 2011 | 5 octombrie 2010 | 5 iulie 2010        |                     |
|                    | 2       | 28 septembrie 2010 | 9 mai 2011          | Complete Season 2  | 20               | 7 iunie 2011     | 4 iulie 2011     | N/A              | N/A                 | 4 iulie 2011        |

## Sezonul I
- Ep. 1 Aer, partea 1

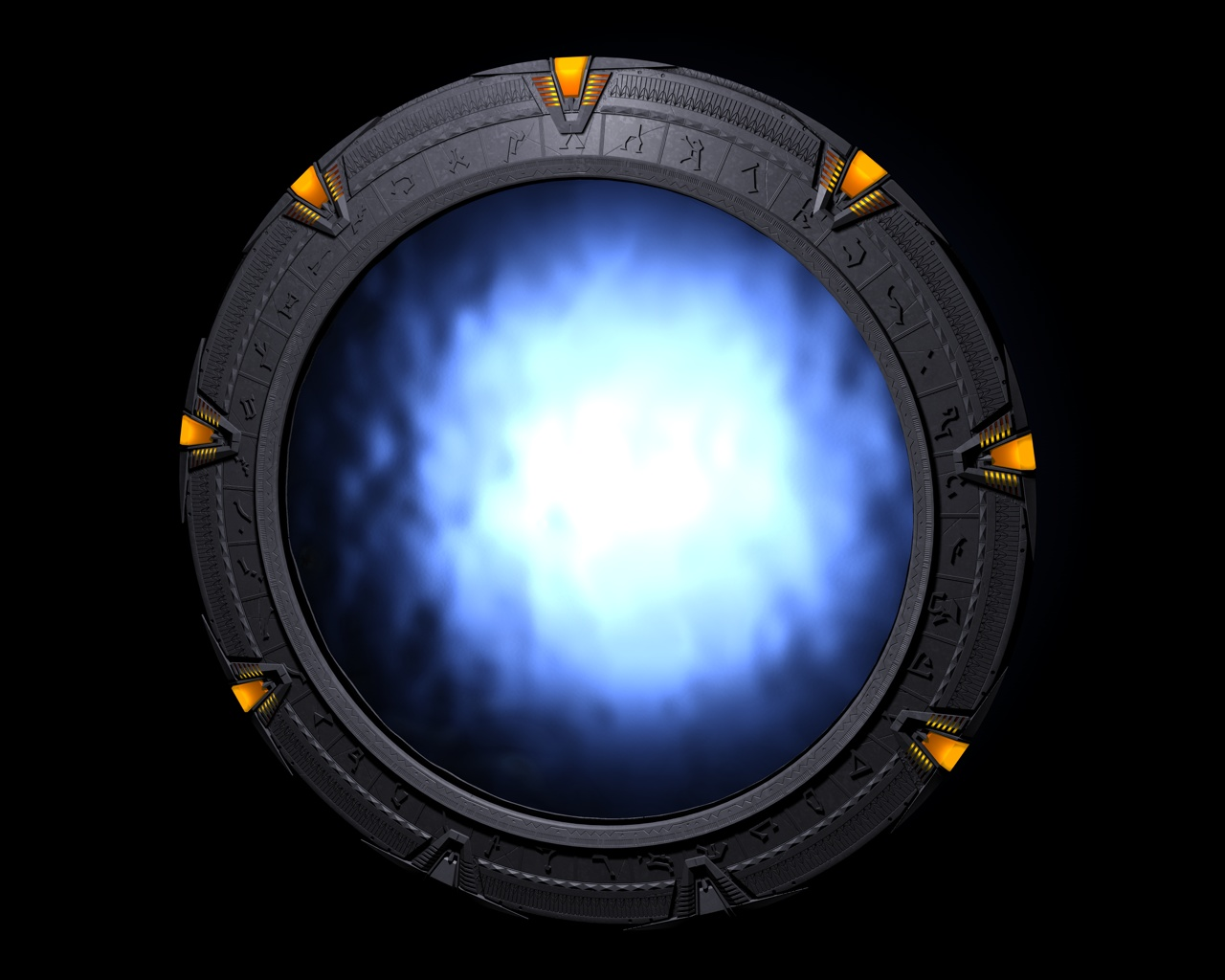
Poartă stelară

Premiera sezonului: 2 octombrie 2009
Atunci când baza Icar este atacată, locuitorii săi sunt forțați să fugă prin poarta stelară. Baza a fost creată pe o planetă îndepărtată pentru a profita de energia puternică de alimentare de pe planetă. Misiunea oamenilor este de a încerca să determine scopul simbolului tainic al nouălea al porții stelare care n-a fost niciodată accesat sau deblocat. După trecerea prin poarta stelară ei nu sunt transportați pe Pământ, ci pe o uriașă navă spațială foarte veche și aparent nelocuită. Cu comandantul grupului accidentat, omul de știință Nicholas Rush încearcă să preia comanda grupului de refugiați. Diverse compartimente ale navei au fost deteriorate, dar aceasta este în esență funcțională. Ei își  dau seama că sunt la miliarde de ani lumina de Pământ și incapabili să formeze adresa planetei de origine.
- Ep. 2 Aer, partea a 2-a

Premiera: 2 octombrie 2009
Tensiunile cresc pe măsură ce noii sosiți încep să exploreze nava. Dr. Rush apare sub suspiciunea comportamentului său ascuns și atitudinea antisocială. Totuși el determină că nava pierde aer. Echipajul nou format al navei găsește o cameră deteriorată, care este parțial expusă spațiului cosmic, dar problema este că ușa nu poate fi închisă din interior. Cine este pregătit să-și sacrifice viața lui pentru ceilalți? Odată ce această problemă este rezolvată, Rush stabilește că nivelul de dioxid de carbon este în creștere rapidă.  Pe lângă toate acestea, nava iese din hiperspațiu lângă o planetă care este posibil să conțină materialele necesare rezolvării problemei. Ei au la dispoziție doar 12 ore pentru a obține exact ceea ce au nevoie.
- Ep. 3 Aer, partea a 3-a

Premiera: 9 octombrie 2009
Cu nava iesită din hiperspațiu pentru doar douăsprezece ore, lt. Scott, sgt. Spencer, Ian, dr. Rush și alții călătoresc pe suprafața planetei pentru a găsi mineralele necesare pentru dispozitivele care să le furnizeze aerul respirabil. 
Ei găsesc o planeta numai cu deșert care ar trebui să aibă ceea ce au nevoie, dar vor trebui să localizese locul uscat unde a fost un lac, deoarece acolo va fi sursa probabilă a mineralelor. Scott își reamintește o parte din trecutul lui tulburat. Pe măsură ce timpul trece rapid, o parte din echipă se decide să utilizeze poarta stelară pentru a se transporta către o planeta locuibilă, în ciuda sfatului contrar al lui Ian. Chloe Armstrong comunică cu mama ei, prin pietrele străbunilor, și-i spune despre ceea ce s-a întâmplat cu tatăl ei.
- Ep. 4 Întuneric

Premiera: 16 octombrie 2009
După ce a soluționat ultima problemă și cu rezerve considerabile de aer respirabil, Dr. Rush își îndreaptă atenția către resursele de enegie limitate. Temperamentul său îngrijorează pe toată lumea astfel încît colonelul Young încearcă să stabilească un anumet control asupra activităților sale științifice. Rush a lucrat aproape non-stop, fiind la un pas să se prăbușească. Când alimentarea cu energie cedează echipajul suferă, iar nava ajunge într-un nou sistem solar. Pe de o parte câțiva dintre refugiați înregistrează mesaje, iar unii dintre ei sunt pe punctul de a porni o rebeliunie considerând că anumite informații sunt ținute ascunse față de ei. Eli este obligat să ajute la calmarea acestora.

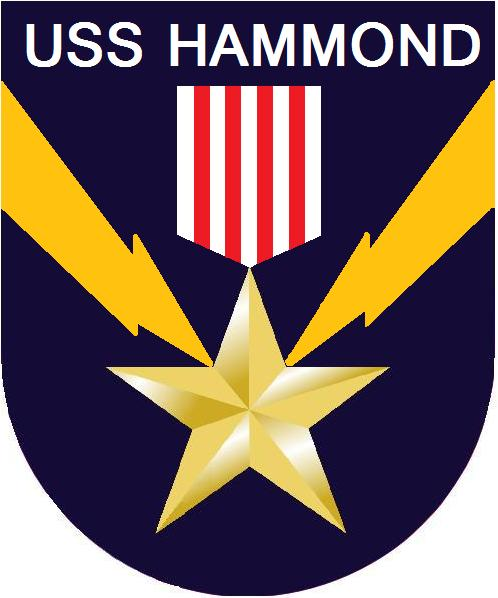

- Ep. 5 Lumină

Premiera: 23 octombrie 2009
- Ep. 6 Apă

Premiera: 30 octombrie 2009
- Ep. 7 Pământ

Premiera: 6 noiembrie 2009
- Ep. 8 Timp

Premiera: 13 noiembrie 2009
- Ep. 9 Viață

Premiera: 20 noiembrie 2009
- Ep. 10 Justiție

Premiera: 4 decembrie 2009
- Ep. 11 Spațiu

Premiera: 2 aprilie 2010
- Ep. 12 Despărțire

Premiera: 9 aprilie 2010
- Ep. 13 Credință

Premiera: 16 aprilie 2010
- Ep. 14 Uman

Premiera: 23 aprilie 2010
- Ep. 15 Pierdut

Premiera: 30 aprilie 2010
- Ep. 16 Sabotaj

Premiera: 7 mai 2010
- Ep. 17 Suferință*

Premiera: 14 mai 2010
- Ep. 18 Schimbare*

Premiera: 21 mai 2010
- Ep. 19 Incursiune, partea 1

Premiera: 4 iunie 2010
- Ep. 20 Incursiune, partea a 2-a

Sfârșitul sezonului: 11 iunie 2010

## Sezonul II
- Ep.1 Intervenție

Premiera: 28 septembrie 2010, scenarist Paul Mullie, regizor Andy Mikita.
- Ep.2 Aftermath

Premiera: 5 octombrie 2010, regia William Waring, scenarist Robert C. Cooper.
- Ep.3 Awakenings

Premiera: 12 octombrie 2010, regia Andy Mikita, scenarist Joseph Mallozzi
- Ep.4 Pathogen

Premiera: 19 octombrie 2010, regia Robert Carlyle, scenariu Carl Binder
- Ep.5 Cloverdale[13]

Premiera: 26 octombrie 2010
- Ep.6 Trial and Error[14]

Premiera: 2 noiembrie 2010
- Ep.7 The Greater Good[15]

Premiera: 9 noiembrie 2010
- Ep.8 Malice

Premiera: 16 noiembrie 2010. Regia: Robert C. Cooper
- Ep.9 Visitation

Premiera: 23 noiembrie 2010. Regia: Peter DeLuise.
- Ep.10 Resurgence (Part 1)

Premiera: 30 noiembrie 2010. Regia: Andy Mikita.
- Ep.11 Deliverance (Part 2)

Premiera:7 martie 2011. Regia: Peter DeLuise.
- Ep.12 Twin Destinies

Premiera:14 martie 2011. Regia: Peter DeLuise.
- Ep.13 Alliances

Premiera: 2011. Regia: Peter DeLuise.
- Ep.14 Hope

Premiera:28 martie 2011. Regia: Peter DeLuise.
- Ep.15 Seizure

Premiera:4 aprilie 2011. Regia: Helen Shaver.
- Ep.16 The Hunt

Premiera:11 aprilie 2011. Regia: Andy Mikita.
- Ep.17 Common Descent

Premiera:18 aprilie 2011. Regia: Peter DeLuise.
- Ep.18 Epilogue

Premiera:25 aprilie 2011. Regia: Peter DeLuise.
- Ep.19 Blockade

Premiera:2 mai 2011. Regia: Andy Mikita. Scenariul: Linda McGibney.
- Ep.20 Gauntlet[17]

Premiera:9 mai 2011. Regia: ? Scenariul: Joseph Mallozzi & Paul Mullie.

## „Webisoade”
Au fost lansate și 30 de episoade pentru distribuție pe web.